# Alex Foster
Paul Alexander Foster (Oakland, 10 mei 1953) is een Amerikaanse saxofonist en klarinettist.
Foster speelde in de groep Directions van drummer Jack DeJohnette en werkte bij McCoy Tyner, Nat Adderley en Freddie Hubbard. Halverwege de jaren zeventig werd hij een studiomuzikant die meespeelde op jazz- en pop-opnames en jingles. Ook was hij een muzikant in de Broadway-show "Ain't Misbehavin'". Vanaf 1982 ging hij samenwerken met bassist Jaco Pastorius. Hij ging drie keer met de bigband van Pastorius op wereldtournee en stond verschillende keren met de bassist in de opnamestudio, met kleine groepen. Midden jaren tachtig werd Foster saxofonist in de huisband van het het tv-programma Saturday Night Live. Begin jaren negentig verscheen een album van Foster als leider, tevens ging hij op tournee met het orkest van Gil Evans en Steps Ahead. Hij is muzikaal leider van Mingus Big Band, Orchestra en Dynasty.
In de jazz heeft Foster meegespeeld op opnames van onder meer Carmen McRae, Don Sebesky, Grover Washington jr., Rachelle Ferrell, Quincy Jones, Miles Davis en John Scofield. In de pop- en rockmuziek is hij te horen op platen van bijvoorbeeld Lou Reed, Thijs van Leer, Chic, Elton John, Sister Sledge, Marianne Faithfull, Aretha Franklin en Paul Simon.

## Discografie (selectie)
- Beginnings: Goodbye, Big World, 1991
- The News (met Kirk Lightsey, Tony Lakatos en George Mraz), Jazzline Records, 1995
- Pool of Dreams (met Michael Wolff), Truspace Records, 1997